# Bernard de Wit
Bernard Quirinus Petrus Joseph de Wit (Bergen op Zoom, 1945) é um físico neerlandês, especialista em supergravitação e física de partículas.
Estudou física na Universidade de Utrecht, onde obteve um PhD sob orientação de Martinus J. G. Veltman em 1973. Depois do pós-doutorado na Universidade de Stony Brook, Utrecht e Universidade de Leiden, foi membro do Nikhef em 1978. Em 1984 tornou-se professor de física teórica da Universidade de Utrecht, onde permaneceu o resto de sua carreira. Aposentou-se em 2010, continuando engajado em pesquisas.